# Slaves méridionaux
Les Slaves méridionaux sont une branche des peuples slaves qui ont migré dans les Balkans aux VIe et VIIe siècles et qui parlent des langues issues du vieux-slave méridional.

Les Slaves du Sud parmi les autres Slaves.

## Histoire

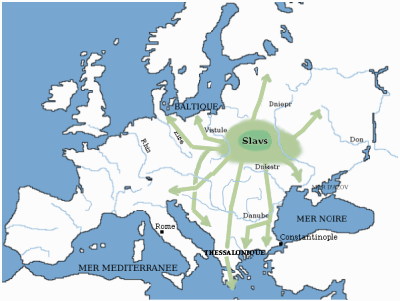
Origine et expansion des Slaves (Ve siècle-Xe siècles)

Vers 200 de notre ère, des individus liés aux populations des steppes nomades balto-slaves et du nord-est de l'Europe commencent à apparaître dans les Balkans. Ces mouvements culminent pendant la période des migrations (environ 350-600 de notre ère) avec la migration massive et l'installation de groupes de langue avar, germanique et slave, qui transforment la composition culturelle, linguistique et ethnique de la région.

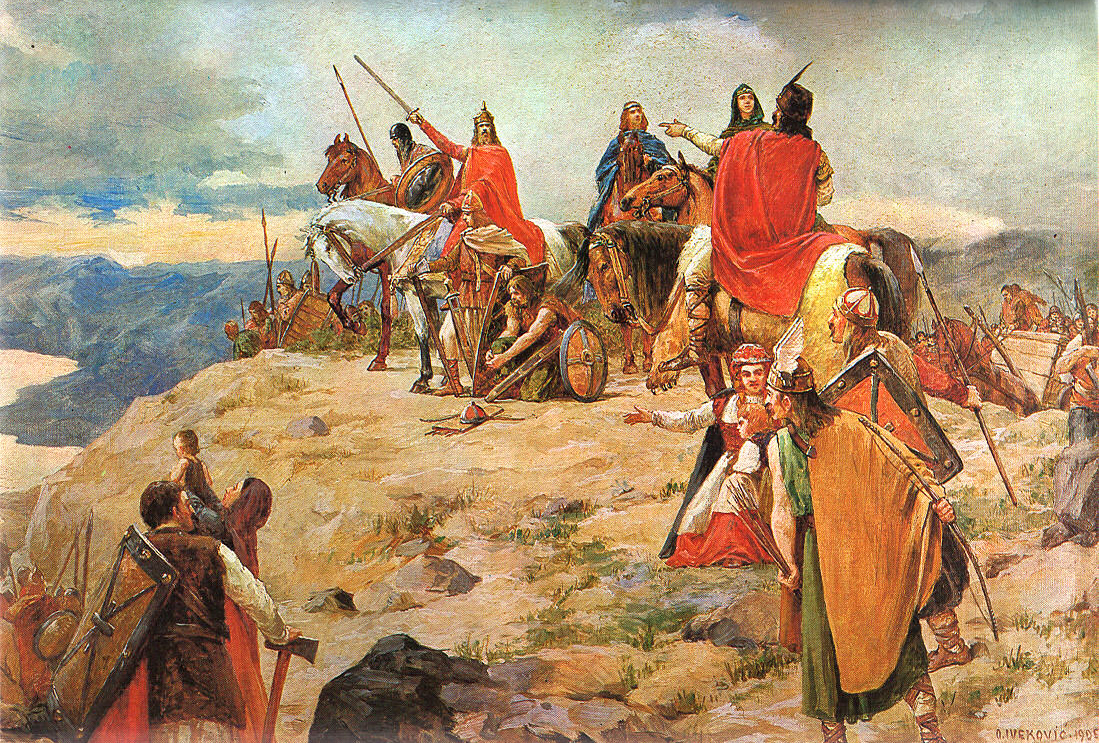
L’arrivée des premiers Slaves sur les rives de l’Adriatique. Oton Iveković, 1905

Les peuples de langue slave commencent à être connus du monde gréco-romain aux Ve et VIe siècles lorsqu'une partie des Slaves migre vers le sud en contournant les Carpates pour arriver dans la plaine pannonienne et en Dacie sur les territoires abandonnés par les Wisigoths, les Ostrogoths, les Lombards et les Gépides, eux-mêmes partis en direction de l’Empire romain d'Occident pour fuir les Huns puis les Avars. Autour du VIe siècle, les Slaves se présentent en grand nombre aux portes de la péninsule balkanique alors intégrée dans l'Empire romain d'Orient et peuplée de Grecs sur les côtes, de Proto-Albanais et de Thraces latinisés à l'intérieur des terres. Aux VIe et VIIe siècles, parvenus au Danube, alliés aux Avars (eux-mêmes arrivés en 567) les Slaves font irruption au sud du fleuve, dans l’Empire romain d'Orient. À partir du règne de Justinien Ier (entre 527 et 565) la présence des Slaves du Sud est mentionnée par des auteurs comme Jordanès, Procope de Césarée ou Théophylacte Simocatta sous les noms d’Antes ou Sklavènes. Procope précise en 545 que « Les Antes et les Sklavènes ont jadis eu un seul nom, car ils étaient tous appelés Spori dans les temps anciens ». Jordanès précise qu'au début, les Sklavènes s'installent d'abord près des marécages et des forêts, qui leur rappellent leur pays d'origine (selon la plupart des auteurs, plus ou moins les actuelles Biélorussie et Ukraine septentrionale). Par la suite, leur nombre croissant, ils occupent progressivement toutes les plaines, tandis que les populations antérieures hellénophones, latinophones ou albanophones se replient sur les côtes ou les piémonts, devenant minoritaires.
Les Slaves atteignent l'Adriatique vers 548 : ils sont en Illyrie (en Carinthie, en Istrie et en Albanie). Dans les Balkans, des Slaves s'installent jusqu'au cœur de la Grèce, descendant jusqu'au Péloponnèse (voir Ézérites et Mélinges) ; certains groupes passent le Bosphore et se sédentarisent en Asie mineure ; d'autres traversent l'Adriatique et débarquent en Italie (où ils ont laissé des patronymes comme Schiavenno ou Schiano).
Au VIe siècle Procope et Théophylacte Simocatta mentionnent qu'« en 577, une horde de 100 000 Slaves envahit la Thrace et l'Illyrie : Sirmium » (actuelle Sremska Mitrovica, la cité byzantine la plus importante sur le Danube), est perdue en 582. Les débuts de la présence slave dans l'Empire d'Orient sont contemporains de l'arrivée des Antes aux bouches du Danube, et des Sklavènes dans l'Illyrie, la Dalmatie, la Mésie et la Thrace. Auparavant, les Slaves avaient déjà ravagé ces parties de l'Empire byzantin en 545-546 (Thrace), en 548 (Dyrrachium, Illyricum), en 550 (Thrace, Illyricum), 551 (Illyricum), leur donnant une connaissance du terrain, et affaiblissant les défenses impériales. Entre la fin du VIe siècle et le début du VIIe siècle, l'irruption des Avars bouleverse cette relative stabilité, mais il semble que les Slaves aient recommencé leurs mouvements auparavant : les chroniques syriennes datent de 551 mentionnent une seconde vague d'invasion qui atteint la mer Égée. À la fin du VIe siècle, Jean d'Éphèse écrit que « toute la Grèce est occupée par les Slaves ». En tous cas, c'est sans doute à cause de l'invasion des Avars que le limes danubien est franchi à nouveau par les Slaves au début du VIIe siècle : en 609, 617 et 619. En 617, les faubourgs même de Constantinople sont menacés.
Ayant fait reculer l'autorité de l'Empire byzantin sur les Balkans au profit des Avars et des Bulgares, l'expansion des Slaves du Sud est assez bien documentée. Des chroniqueurs comme Jean d'Éphèse en font le récit : « Trois ans après la mort de Justin II en 581, le maudit peuple des Sclavènes parcourut toute l’Hellade, les provinces de Thessalonique et de Thrace, ravagea quantité de villes, prit d’assaut de nombreuses forteresses, dévasta et brûla, réduisit la population en esclavage et se rendit maître du pays tout entier ». La tactique des Slaves, décrite par l'empereur byzantin Maurice, relève de la guérilla : s'abritant dans les forêts et les marécages, ils évitent la bataille rangée. La méthode s'avère efficace car elle permet aux Slaves du Sud, aux VIIe et IXe siècles, de s'organiser en « sklavinies » (grec : grec moderne : Σκλαβινίαι, latin : Sclaviniae), tantôt vassales ou alliées de l'Empire, tantôt ennemies, mais se substituant progressivement à l'autorité impériale. Ces petites communautés rurales et guerrières appelées Kniazats (ou Canesats dans les chroniques en latin), sont dirigées par des voïvodes (« ducs » civils et militaires) : les noms de quelques-uns nous sont parvenus. L'Empire d'orient a accordé à certaines Sklavinies le statut de « fédérées » (foederati), mais concrètement, il n'a plus contrôlé que les côtes de la péninsule balkanique, et les slaves sont devenus majoritaires dans l’intérieur de cette péninsule (si l’on excepte l’Albanie, les côtes grecques et les terroirs montagneux valaques comme la Romanija Planina ou le Stari Vlah près de l'actuelle Sarajevo).
Ces migrations se manifestent par une ascendance balto-slave remarquablement élevée dans les populations romaines tardives et post-romaines de Croatie (50 à 65 %), du Monténégro (45 à 65 %), de Macédoine du Nord (30 à 50 %) et de Serbie (50-55 %). 
Parmi les Slaves du Sud historiques :
- les plus occidentaux, les Carantanes (qui ont laissé leur nom à la Carinthie actuelle) et les Slovènes (qui donnent leur nom à la Slovénie actuelle), s’allient aux Avars au VIIe siècle, avant de passer sous la domination de l’aristocratie germanique (bavaroise et carolingienne) dans les duchés de Carinthie et Carniole ;
- les Croates, originaires de l’actuelle Pologne (Croates blancs), établis au sud de la Save, transforment l’Illyrie et la Dalmatie antiques au VIe siècle en pays à majorité slave. Ils constituent un État portant leur nom au IXe siècle, plus tard réuni à la Hongrie ;
- les Serbes, qui viennent de l'actuelle Allemagne orientale (« Serbie blanche »), se sont ensuite établis au centre et à l’est des Balkans sous la conduite du Prince de Serbie blanche, formant en outre des enclaves jusqu’en Grèce orientale. Plus tard ils établissent un État puissant sous la dynastie des Nemanjic (voir Empire serbe) ;
- d'autres Slaves du Sud, aujourd’hui fondus parmi leurs voisins, se partagèrent le reste des anciennes provinces romaines adriatiques : ainsi, les Doukliènes et les Narentanes assimilent petit-à-petit les Illyriens romanisés et les Morlaques en Dalmatie ;
- les plus orientaux des Slaves du Sud, les « Slavons » apparaissent d’abord dans le bassin du bas-Danube, en connexion avec la confédération irano-turcophone des Bulgares, dont ils prennent le nom et à laquelle ils donnent leur langue. Les Slavons/Bulgares s'étendent ensuite progressivement vers la Mer Égée, absorbent la plupart des Thraces romanisés (le restant donne naissance aux minorités aroumaines) et se différencient plus tardivement en Macédoniens et en Bulgares, aux langues encore très proches.

Tant qu'ils restent païens (fidèles de Péroun, Domovoï, Korochoun et des autres dieux slaves), les prisonniers Slaves du Sud alimentent le commerce chrétien d'esclaves, nom justement dérivé de Slaves. Mais, initiée à la fois depuis Byzance au sud (futurs Bulgares, Macédoniens et Serbes), et depuis Rome à l'ouest (futurs Croates et Slovènes), l'évangélisation des Slaves du Sud va mettre un terme à l'esclavage : elle commence avec l'action de Cyrille et Méthode – le premier ayant apporté aux Slaves une écriture dérivée du grec : l'alphabet cyrillique.

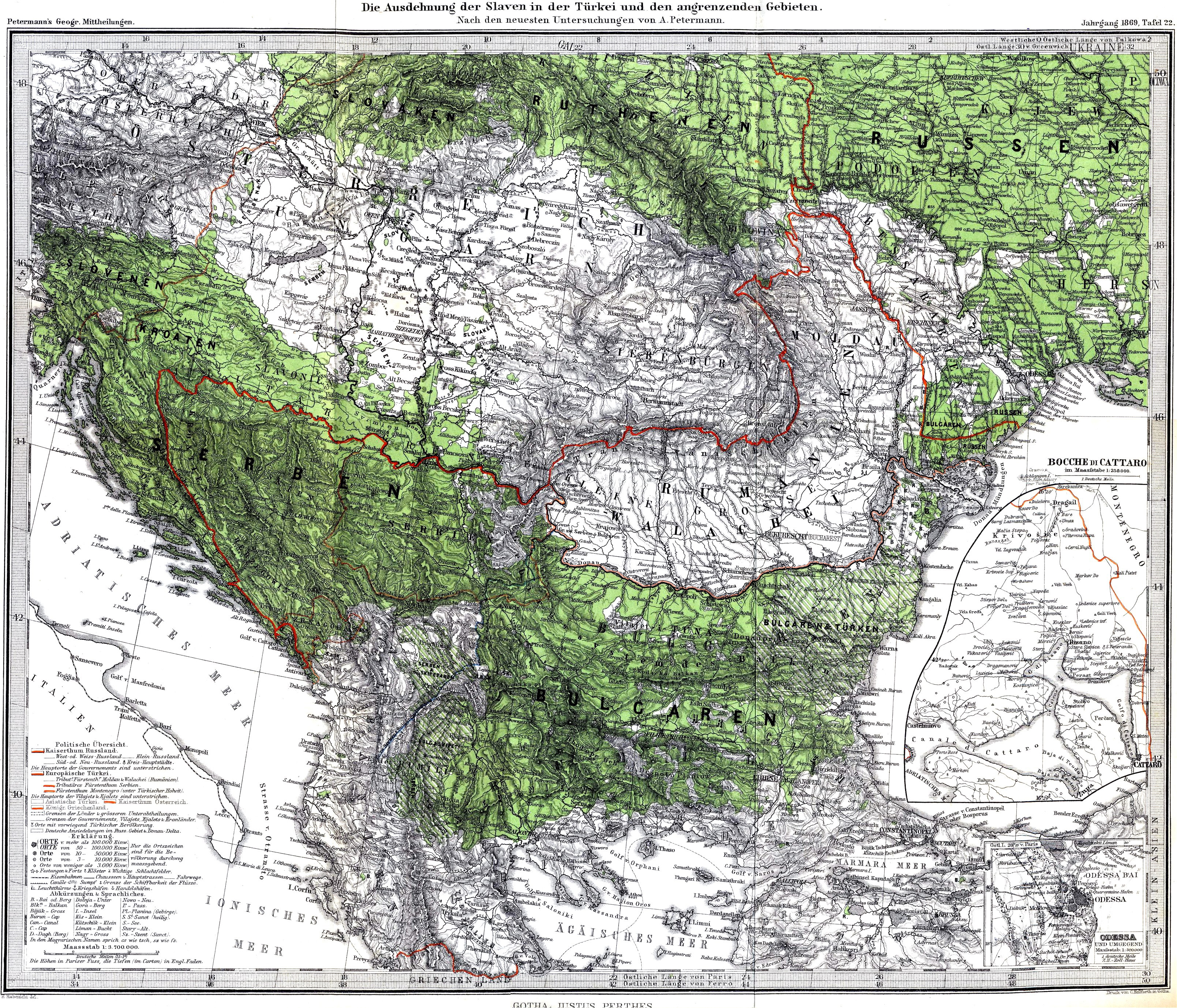
Les Slaves méridionaux en 1869.

Les Slaves du Sud, ont, au Moyen Âge, édifié des États dont certains puissants (royaume de Croatie, Empire serbe, Empires bulgares qui chacun à son tour, ont eu des périodes hégémoniques dans la région). Au XIVe siècle, ils ont été divisés entre deux empires ennemis : celui des Habsbourg à l'Ouest (Slovènes et Croates, plus tard Bosniaques) et celui des Ottomans à l'Est (Bosniaques, Serbes, Monténégrins, Macédoniens, Bulgares). Aux XIXe et XXe siècles ils s'en sont émancipés pour subir tous, dans la seconde moitié du XXe siècle, des régimes communistes, dont l'effondrement a débouché sur l'adhésion de certains d'entre eux à l'Union européenne (Slovènes en 2004, Bulgares en 2007 et Croates en 2013).
Du point de vue des obédiences religieuses historiques :
- Slovènes et Croates sont chrétiens catholiques (avec une minorité protestante en Prékmurie slovène) ;
- Bosniaques, Gorans et Pomaques sont, depuis l'époque ottomane, musulmans sunnites (leurs ancêtres ont été, au XIIIe siècle, bogomiles) ;
- Serbes, Macédoniens et Bulgares sont chrétiens orthodoxes (et, historiquement, utilisateurs de l'alphabet cyrillique).

## Langues

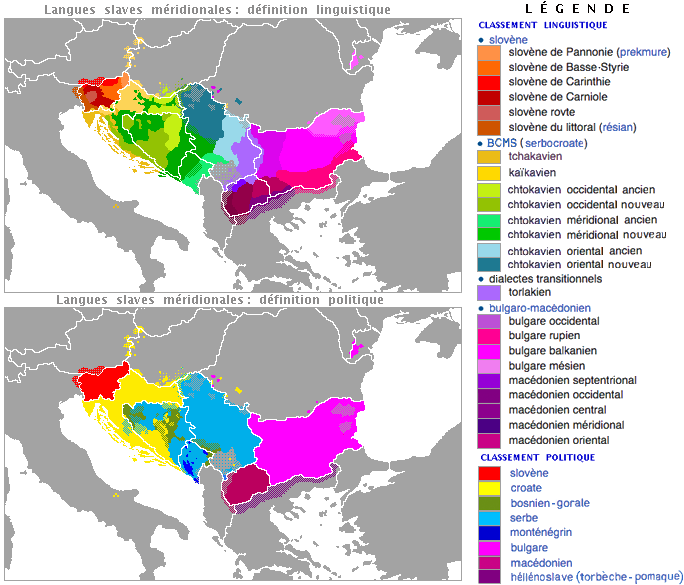
Continuum linguistique et définitions politiques (statistiques) des langues slaves méridionales.

Il existe deux définitions des Slaves du Sud :
La définition linguistique se base sur les parlers régionaux formant un « continuum linguistique » (les locuteurs de chaque parler comprennent au moins partiellement ceux des parlers voisins) qui présente trois grands ensembles (les locuteurs de chacun de ces ensembles se comprennent entre eux sans apprentissage ni traduction) :
1. ensemble Slovène ;
2. ensemble « BCMS » ;
3. ensemble Bulgaro-macédonien.

Dans le détail :
- Ensemble slovène, avec six variantes dont deux principales :
  - prekmure,
  - résienne.
- Ensemble serbo-croate, avec cinq variantes :
  - tchakavienne,
  - kaïkavienne,
  - chtokavienne,
  - variante de la Šumadija et de la Voïvodine,
  - variante du Kosovo et de la Resava.
- Ensemble du Sud-Est avec ses neuf variantes :
  - bulgare (dont quatre parlers : occidental, mésien, balkanien et rupien) ;
  - macédonienne (dont cinq parlers : central, septentrional, occidental, oriental et méridional).
- Entre les ensembles serbo-croate et bulgare, on trouve la variante transitionnelle torlakienne dont les locuteurs comprennent aussi facilement le serbo-croate que le bulgare.

Du point de vue de la sociolinguistique, chacun de ces trois ensembles forme une langue « abstand » (spontanée) qui est partiellement compréhensible, mais pas complètement transparente sans apprentissage pour les locuteurs des deux autres.
La définition politique :
- utilise pour les langues des dénominations faisant référence aux États actuels (par exemple : « BCMS » d'après les initiales de ses quatre dénominations politiques en usage depuis 1991) :
  - bosnien (partie de la forme chtokavienne parlée en Bosnie-Herzégovine ;
  - croate (dont croate du Burgenland, regroupant les variantes tchakavienne, kaïkavienne et la partie chtokavienne parlée en Croatie) ;
  - monténégrin (variante chtokavienne parlée au Monténégro par les locuteurs se déclarant d'ethnie monténégrine) ;
  - serbe (variantes de la Šumadija, de la Voïvodine, du Kosovo et de la Resava, partie de la variante torlakienne parlée en Serbie et partie de la variante chtokavienne parlée en Serbie ainsi qu'au Monténégro par les locuteurs se déclarant d'ethnie serbe) ;
  - macédonien (variantes slaves méridionales du Sud-Est parlées en Macédoine du Nord).
  - bulgare (variante torlakienne et variantes slaves méridionales du Sud-Est parlées en Bulgarie).
- se base sur les statistiques des États des Slaves du Sud et distingue ainsi les peuples (nations) qui suivent :
  - les Slovènes locuteurs du slovène ;
  - les Croates locuteurs du croate ;
  - les Bosniaques locuteurs du bosnien ;
  - les Serbes locuteurs du serbe ;
  - les Monténégrins locuteurs du monténégrin ;
  - les Macédoniens locuteurs du macédonien ;
  - les Bulgares locuteurs du bulgare.

Du point de vue de la sociolinguistique, chacune de ces langues « ausbau » (savantes) est une élaboration intentionnelle de chaque État-nation, qui codifie sa langue officielle, d'enseignement et médiatique en insistant sur ce qui la différencie des variantes voisines.

## Sources
1. 1 2  (en) Leonidas-Romanos Davranoglou, Aris Aristodemou, David Wesolowski et Alexandros Heraclides, Ancient DNA reveals the origins of the Albanians, biorxiv.org, 7 juin 2023, doi.org/10.1101/2023.06.05.543790
2. ↑  Vladislav Popovic, La descente des Koutrigours, des Slaves et des Avars vers la mer Égée : le témoignage de l'archéologie, Comptes-rendus des séances de l'Académie des inscriptions et belles-lettres, volume 12, p. 596-648, 1978 (lire en ligne)
3. ↑  Georges Ostrogorsky, Histoire de l'État byzantin, Payot, Paris, 1956
4. ↑  Autres sources du paragraphe historique : Jean-Paul Roux, dir. de recherche, CNRS : Les Balkans ottomans ; Le Courrier des Balkans et Les Cahiers balkaniques du Centre d'études balkaniques de l'INALCO (EAD 1440).